# Panama az 1988. évi nyári olimpiai játékokon
Panama a dél-koreai Szöulban megrendezett 1988. évi nyári olimpiai játékok egyik részt vevő nemzete volt. Az országot az olimpián 3 sportágban 6 sportoló képviselte, akik érmet nem szereztek.

## Birkózás
Kötöttfogású
| Versenyző        | Versenyszám | Vigaszágas kiesés | Vigaszágas kiesés | Helyosztók        | Helyosztók        | Bronz- mérkőzés   | Döntő             | Helyezés    |
| Versenyző        | Versenyszám | Vigaszágas kiesés | Vigaszágas kiesés | 7. helyért        | 5. helyért        | Bronz- mérkőzés   | Döntő             | Helyezés    |
| Versenyző        | Versenyszám | Ellenfél Eredmény | Hely.             | Ellenfél Eredmény | Ellenfél Eredmény | Ellenfél Eredmény | Ellenfél Eredmény | Helyezés    |
| ---------------- | ----------- | --- | ----------------- | ----------------- | ----------------- | ----------------- | ----------------- | ----------- |
| Ramón Meña       | 57 kg       | B csoport · Patrice Mourier (FRA) · 2–13 · Rifat Yildiz (FRG) · 0–16 | 9.                | kiesett           | kiesett           | kiesett           | kiesett           | helyezetlen |
| Herminio Hidalgo | 68 kg       | A csoport · Zouheir Hory (SYR) · passzivitás · Daniel Navarrete (ARG) · passzivitás · Francisco Barcia (ESP) · passzivitás · Morten Brekke (NOR) · 1–4 · Kim Szongmun (Kim Seong-Mun) (KOR) · 2–18 | 5.                | kiesett           | kiesett           | kiesett           | kiesett           | helyezetlen |

Szabadfogású
| Versenyző        | Versenyszám | Vigaszágas kiesés | Vigaszágas kiesés | Helyosztók        | Helyosztók        | Bronz- mérkőzés   | Döntő             | Helyezés    |
| Versenyző        | Versenyszám | Vigaszágas kiesés | Vigaszágas kiesés | 7. helyért        | 5. helyért        | Bronz- mérkőzés   | Döntő             | Helyezés    |
| Versenyző        | Versenyszám | Ellenfél Eredmény | Hely.             | Ellenfél Eredmény | Ellenfél Eredmény | Ellenfél Eredmény | Ellenfél Eredmény | Helyezés    |
| ---------------- | ----------- | --- | ----------------- | ----------------- | ----------------- | ----------------- | ----------------- | ----------- |
| Ramón Meña       | 57 kg       | B csoport · Brent Hollamby (NZL) · 4–12 · Valentin Ivanov (BUL) · kétvállas                                                               | 10.               | kiesett           | kiesett           | kiesett           | kiesett           | helyezetlen |
| Arturo Oporta    | 62 kg       | A csoport · Mika Lehto (FIN) · 2–10 · Ali Dad (AFG) · 0–7                                                                                 | 13.               | kiesett           | kiesett           | kiesett           | kiesett           | helyezetlen |
| Herminio Hidalgo | 68 kg       | A csoport · Kiptoo Salbei (KEN) · 19–3 · Dean-Carlos Manibog (PHI) · 15–0 · Akaisi Kószei (JPN) · 0–15 · Angel Jaszenov (BUL) · kétvállas | 8.                | kiesett           | kiesett           | kiesett           | kiesett           | helyezetlen |

## Súlyemelés
| Versenyző       | Versenyszám | Szakítás | Szakítás | Lökés    | Lökés    | Összesen | Helyezés |
| Versenyző       | Versenyszám | Eredmény | Helyezés | Eredmény | Helyezés | Összesen | Helyezés |
| --------------- | ----------- | -------- | -------- | -------- | -------- | -------- | -------- |
| José Díaz       | 56 kg       | 95,0     | 19.      | 125,0    | 19.      | 220,0    | 19.      |
| Tómas Rodríguez | 67,5 kg     | 117,5    | 18.      | 145,0    | 15.      | 262,5    | 15.      |

## Úszás
Férfi
| Versenyző        | Versenyszám | Előfutam | Előfutam | Előfutam | Döntő   | Döntő   | Döntő   | Helyezés |
| Versenyző        | Versenyszám | Idő      | Hely.    | Össz.    | Típus   | Idő     | Hely.   | Helyezés |
| ---------------- | ----------- | -------- | -------- | -------- | ------- | ------- | ------- | -------- |
| Manuel Gutiérrez | 100 m mell  | 1:06,73  | 6.       | 49.      | kiesett | kiesett | kiesett | kiesett  |
| Manuel Gutiérrez | 200 m mell  | 2:26,57  | 3.       | 40.      | kiesett | kiesett | kiesett | kiesett  |